# Solo un grande sasso
Solo un grande sasso è il secondo album del gruppo alternative-rock Verdena, pubblicato nel 2001.

## Il disco
In quel periodo la band bergamasca, per la realizzazione del disco a detta loro sono stati influenzati dai Motorpsycho.
I testi dell'album sono stati scritti durante le registrazioni in studio dei pezzi: la parte strumentale dei brani era già pronta e i testi sono stati scritti in studio durante i 40 giorni delle registrazioni.
Nelle prime due facciate del libretto del CD sono presenti due immagini, apparentemente identiche, dove i soggetti sono i tre componenti del gruppo. Mentre all'ultima pagina viene spiegato perché hanno posto queste due fotografie, dicendo:
1. Avvicinare il viso alla superficie dove sono posizionate le due immagini. In questo modo si impedisce agli occhi di convergere e di mettere a fuoco un punto della pagina.
2. Allontanarsi molto lentamente dalla superficie mantenendo gli occhi rigorosamente immobili. Inizialmente si dovrebbero percepire 4 immagini, poi dovrebbe sembrare che le due immagini centrali si sovrappongano.
3. Quando si percepiscono 3 immagini, anche se sfuocate, mantenere questa posizione. Gli occhi dovrebbero naturalmente focalizzare l'immagine centrale, ottenendo l'effetto stereoscopico.»

## Tracce
1. La tua fretta – 2:35
2. Spaceman – 4:35
3. Nova – 7:44
4. Cara prudenza – 4:15
5. Onan – 5:12
6. Starless – 7:00
7. Miami Safari – 3:35
8. Nel mio letto – 3:04
9. 1000 anni con Elide – 6:35
10. Buona risposta – 5:14
11. Centrifuga – 8:16
12. Meduse e tappeti – 3:16
13. Il tramonto degli stupidi – 5:34

La traccia Il tramonto degli stupidi è inclusa solamente nella versione in vinile.

## Formazione
- Alberto Ferrari - voce, chitarre; mellotron in La tua fretta, Spaceman, Onan, Starless, Miami Safari, Centrifuga e Meduse e tappeti, rhodes in Nova, Onan e Buona risposta, delay in Nova, wurlitzer in Cara prudenza e Miami Safari
- Roberta Sammarelli - basso (eccetto che in La tua fretta); rhodes in Spaceman, Starless e Centrifuga, sintetizzatore in Spaceman e Onan, wurlitzer in Miami Safari, chitarra elettrica in Miami Safari, cori in Onan, Starless, Miami Safari e 1000 anni con Elide, feedback acustico in Meduse e tappeti, violini noise e basso archetto in Starless
- Luca Ferrari - batteria (eccetto che in La tua fretta); percussioni in Spaceman, 1000 anni con Elide e Meduse e tappeti, pianoforte in Nova, sintetizzatore in Nova, Starless, 1000 anni con Elide e Buona risposta, campionatore in 1000 anni con Elide

### Altri musicisti
- Xabier Iriondo - delay e chitarre noise in Cara prudenza e Starless
- Manuel Agnelli - pianoforte in Nel mio letto, mellotron in Meduse e tappeti
- Dario Ciffo - violino in Starless
- Roberta Castoldi - violoncello in Starless
- Maurice Andiloro - effetti in Centrifuga

## Crediti
- Musica: Verdena
- Testi: Alberto Ferrari

## Citazioni
- Starless: è anche il titolo di una canzone dei King Crimson, dall'album Red del 1974.
- Cara prudenza: è una chiara citazione alla canzone Dear Prudence dei Beatles, dal White Album del 1968.
- Solo un grande sasso: è ripreso dalla frase "in fondo il mondo è solo un grande sasso" dal film La sottile linea rossa di Terrence Malick del 1998.
- Sunchild: Un verso ripetuto nella canzone Starless, identico a come viene cantato nell'omonima canzone dei Motorpsycho. Per altro in antitesi con Moonchild dei King Crimson.
- Spaceman: possibile citazione dal brano Spaceboy degli Smashing Pumpkins dall'album Siamese Dream del 1993.
- Onan: nome del personaggio biblico che utilizzò la pratica anticoncezionale del coitus interruptus per evitare volontariamente la nascita di figli che non avrebbero potuto portare il suo nome.